# Clau (instrument)

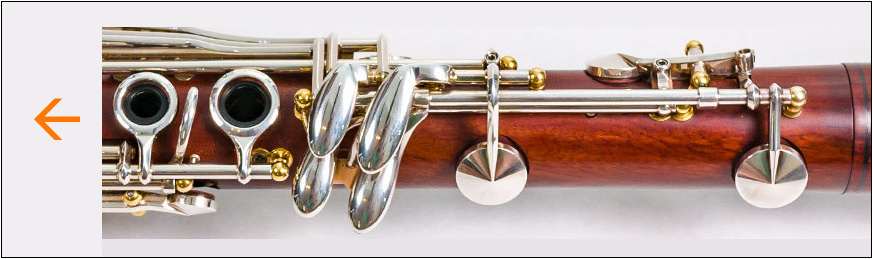
Detall d'un clarinet: clau per al dit petit de la mà dreta.

La clau és una de les peces d'un instrument de vent de fusta (com la flauta, l'oboè, el clarinet o el fagot), que en ser ajustada modifica l'altura del so. En els instruments de vent-metall, les claus adopten el nom de pistons. No s'ha de confondre (per una mala traducció) el terme «clau» amb «clau musical». (En anglès, italià, i alemany la mateixa paraula s'empra per als dos conceptes).